# Los Tigres, San Luis Potosí
Los Tigres är en ort i Mexiko.   Den ligger i kommunen Matlapa och delstaten San Luis Potosí, i den sydöstra delen av landet, 210 km norr om huvudstaden Mexico City. Los Tigres ligger 261 meter över havet och antalet invånare är 112.
Terrängen runt Los Tigres är varierad. Runt Los Tigres är det ganska tätbefolkat, med 67 invånare per kvadratkilometer. Närmaste större samhälle är Tamazunchale, 4,6 km söder om Los Tigres. I omgivningarna runt Los Tigres växer huvudsakligen savannskog.